# 1er juillet 1950
Le samedi 1er juillet 1950 est le 182e jour de l'année 1950.

## Naissances
- Éric Libert, homme politique belge
- Andrew Dunn, directeur de la photographie britannique
- Anne-Marie Corbin, germaniste française
- David Duke, homme politique néo-nazi américain
- Julia Safina, joueuse soviétique de handball
- Jérôme Dorival, musicologue français
- Jacqueline Blanc, joueuse de tennis de table suisse
- Laurent Collet-Billon, délégué général pour l'armement
- Michael Pressman, réalisateur américain
- Pierre Mezinski, auteur de littérature d'enfance et de jeunesse français
- Robert Cacchioni, joueur de football italien
- Thomas Mesereau, avocat américain
- Yubirí Ortega, femme politique vénézuélienne
- Zhang Lifan (mort le 1er mars 2025), historien chinois
- Zhang Youxia, homme politique chinois

## Décès
- Émile Jaques-Dalcroze (né le 6 juillet 1865), musicien, compositeur, pédagogue et chansonnier suisse
- Léon Marique (né le 25 juillet 1886), médecin et écrivain dialectal belge de culture wallonne
- Charles Foweraker (né le 11 mars 1877), entraîneur de football britannique
- Eliel Saarinen (né le 20 août 1873), architecte finlandais
- Oscar Schiele (né le 14 avril 1889), nageur allemand
- Roger Morsa (né le 15 juillet 1909), résistant belge
- Viggo Qvistgaard-Petersen (né le 8 mars 1888), industriel et mécène danois, fabricant et négociant de produits tropicaux

## Événements
- Publication des nouvelles La Petite Sacoche noire et Le Journal d'un monstre
- Création de la maison d'édition allemande Suhrkamp Verlag